# Apele Vii
Apele Vii est une commune roumaine située dans le județ de Dolj.